# Alloeochaete
Alloeochaete là một chi thực vật có hoa trong họ Hòa thảo (Poaceae).

## Loài
Chi Alloeochaete gồm các loài: